# Ranakah
Le Ranakah, en indonésien Gunung Ranakah, est un volcan d'Indonésie situé dans les petites îles de la Sonde, sur l'île de Florès.
Il se compose d'un ensemble de dômes de lave alignés selon un axe est-ouest dont le plus élevé, le Gunung Mandasawun, culmine à 2 350 mètres d'altitude. Un autre de ces dômes né en 1987 est appelé Anak Ranakah, littéralement « enfant du Ranakah », sur le flanc Nord du Pocok Ranakah, un autre dôme culminant à 2 140 mètres d'altitude. Alors qu'aucune éruption n'était connue sur ce volcan, l'Anak Ranakah entre une autre fois en éruption en mars 1991 et il montre des signes de réveil à partir de décembre 2010 avec l'apparition de petits panaches blancs et une hausse de la sismicité.